# Roberto Chabat
Roberto Chabat (* 30. Dezember 1984) ist ein mexikanischer Eishockeyspieler, der seit 2017 bei den Mayan Astronomers in der Liga Mexicana Élite unter Vertrag steht.

## Karriere
Roberto Chabat begann seine Karriere als Eishockeyspieler bei San Jeronimo. Als 2010 die semi-professionelle Liga Mexicana Élite gegründet wurde, wechselte er zu den Aztec Eagle Warriors, einem der vier Gründungsclubs der Liga, mit dem er auf Anhieb mexikanischer Meister wurde. 2013 kehrte er zu San Jeronimo zurück. Seit 2017 spielt er mit den Mayan Astronomers wieder in der Liga Mexicana Élite.

### International
Im Junioren-Bereich spielte Chabat mit der mexikanischen U20-Auswahl bei den Weltmeisterschaften der Division III 2001, 2002 und 2004 sowie der Division II 2003.
Mit der Herren-Nationalmannschaft nahm Chabat an den Weltmeisterschaften der Division II 2003, 2006, 2007, 2008, 2010, 2012, als er zum besten Spieler seiner Mannschaft gewählt wurde, 2013, 2015, 2016 und 2018 sowie der Division III 2004 und 2005 teil. 2002 spielte er mit der mexikanischen Mannschaft beim Qualifikationsturnier für die Division II.
Zudem stand er bei den Qualifikationsturnieren für die Olympischen Winterspiele in Sotschi 2014 und in Pyeongchang 2018, bei denen die mexikanische Mannschaft aber jeweils bereits in der Vorqualifikation ausschied, auf dem Eis. 2015 und 2016 vertrat er seine Farben beim pan-amerikanischen Eishockeyturnier, wo jeweils platz zwei hinter Kolumbien belegt wurde.

## Erfolge und Auszeichnungen
- 2002 Aufstieg in die Division II bei der U-20-Weltmeisterschaft der Division III
- 2005 Aufstieg in die Division II bei der Weltmeisterschaft der Division III